# Ricardo I de Normandía
Ricardo I de Normandía, llamado Sin Miedo (Fécamp, Normandía, Francia, 28 de agosto de 938-ibídem, 20 de noviembre de 996), fue duque de Normandía desde 942 hasta su muerte. Es el primer noble que ostentó este título, habiendo sido sus antecesores denominados por el título normando de jarl, equivalente a aquel, por lo que se suele aplicar retrospectivamente a sus antecesores el título de duque, siendo en tal caso Ricardo el tercer duque de Normandía. Era hijo natural de Guillermo I de Normandía y su concubina Sprota. 
La principal fuente sobre su vida es Dudo de San Quintín, en su obra De moribus et actis primorum Normanniae ducum, acerca de los primeros duques de Normandía.

## Vida

Armas del ducado de Normandía.

Su madre era una concubina bretona capturada en la guerra y unida a Guillermo por un matrimonio danés. Tras la muerte de Guillermo, su madre se volvió a casar con Esperleng de Pîtres (c. 925, un hijo de Richard de Saint-Sauveur) con quien tuvo un hijo, Rodolfo de Ivry, medio hermano de Ricardo.
Cuando su padre fue asesinado, él todavía era un niño, por lo que no pudo detener a Luis IV cuando este conquistó Normandía.
Dudon de Saint-Quentin y Guillermo de Jumièges mencionaron a Raoul Taisson, Anslech de Bricquebec y Bernard de Harcourt como los tres leales secretarii de Guillermo I de Normandía. Los tres sirvieron como tutores de su hijo Ricardo durante su minoría de edad. Fue capturado y mantenido cautivo en Laón, pero se escapó con la ayuda de Osmond de Centeville, Bernard de Senlis, Yves de Creil y Bernard de Harcourt.
Se alió con los nobles normandos, expulsó a Luis de Ruan y en 947 reconquistó Normandía. Tuvo conflictos con Etelredo II de Inglaterra porque Normandía compraba la mayor parte del botín de los saqueos vikingos en Inglaterra. En general fue más parcial a favor de sus súbditos daneses que hacia los franceses.
Durante su mandato Normandía se cristianizó y se asimiló al resto de Francia. Introdujo e impulsó el sistema feudal en Normandía, que se convirtió en uno de los Estados más feudalizados de Europa.
Murió por causas naturales, siendo sucedido por su hijo Ricardo II.

## Herencia
Se casó con Emma, hija de Hugo el Grande (duque de los Francos), con quien no tuvo descendencia. 
Casó en segundas nupcias con Gunnora de Crepon, con quien tuvo seis hijos:
- Ricardo (963-1027), llamado el Bueno, Duque de Normandía de 996 a 1027;
- Roberto (m. 1037), Arzobispo de Ruan y Conde de Évreux;
- Mauger de Corbeil;
- Roberto Danus (m. entre 985 y 989);
- Emma de Normandía (c. 987-1052), esposa de dos reyes de Inglaterra;
- Matilde, o Maud, esposa de Eudes II de Blois, conde de Blois, Champagne y Chartres.
- Hawise de Normandía, esposa de Etelredo II el Indeciso y en segundas nupcias con Canuto II de Dinamarca.

Ilegítimos:
- Guillermo de Eu
- Godofredo de Brionne